# Campionat del món de ciclisme en pista de 1895
El Campionat Mundial de Ciclisme en Pista de 1895 es va celebrar a Colònia (Imperi Alemany) del 17 al 19 d'agost de 1895. Per primer cop es disputaven proves per a professionals. En total es va competir en 4 disciplines, 2 de professionals i 2 d'amateurs.

## Resultats

### Professional
| Prova                | Or                         | Argent                          | Bronze                        |
| Velocitat individual | Robert Protin · Bèlgica    | George A. Banker · Estats Units | Émile Huet · Bèlgica          |
| Darrere moto         | Jimmy Michael · Regne Unit | Henri Luyten · Bèlgica          | Hans Hofmann · Imperi Alemany |

#### Amateur
| Prova                | Or                              | Argent                                  | Bronze                       |
| Velocitat individual | Jaap Eden · Països Baixos       | Christian Ingemann Petersen · Dinamarca | Jean Schaaf · Imperi Alemany |
| Darrere moto         | Mathieu Cordang · Països Baixos | Kees Witteveen · Països Baixos          | Wilhelm Henie · Noruega      |

## Medaller
| Pos. | País           | Or | Plata | Bronze | Total |
| 1    | Països Baixos  | 2  | 1     | 0      | 3     |
| 2    | Bèlgica        | 1  | 1     | 1      | 3     |
| 3    | Regne Unit     | 1  | 0     | 0      | 1     |
| 4    | Dinamarca      | 0  | 1     | 0      | 1     |
| -    | Estats Units   | 0  | 1     | 0      | 1     |
| 6    | Imperi Alemany | 0  | 0     | 2      | 2     |
| 7    | Noruega        | 0  | 0     | 1      | 1     |